# پریستیمانتیس زیتونی
پریستیمانتیس زیتونی (نام علمی: Pristimantis olivaceus) نام یک گونه از زیرراسته نوغوکان است.